# Edmond (film)
Edmond è un film del 2005 diretto da Stuart Gordon con William H. Macy, adattamento cinematografico dell'omonima pièce di David Mamet del 1982.

## Trama
Una veggente svela a Edmond Burke,  anonimo impiegato bianco quarantasettenne, che la sua vita ha preso una direzione sbagliata. Quest'affermazione lo sconvolge: forse il destino ha in serbo per lui una vita diversa da quella medio-borghese a cui è abituato da sempre? La sera, compie il passo decisivo: lascia la moglie, dichiarando freddamente di non amarla più ed esce di casa immergendosi nell'ignoto. Ad un bar, incontra un uomo: tra i due intercorre una conversazione franca sulla condizione dei colletti bianchi, sulle differenze tra uomini neri e bianchi, sull'esigenza dei secondi di sfuggire alle proprie vite inquadrate. Alla fine lo sconosciuto offre a Edmond un biglietto con l'indirizzo di uno strip club ed Edmond vi si reca, ma trova le tariffe troppo alte e si allontana. Va poi ad un peep show, ma rimane frustrato dall'impossibilità di essere toccato dalla ragazza dietro il vetro.
Edmond girovaga per i quartieri malfamati, continua ad indugiare sulla possibilità di avere un rapporto sessuale a pagamento, prova ad acquistare i favori di una prostituta in un postribolo d'alto bordo, ma, a corto di soldi, finisce per scommettere al gioco delle tre carte: sospettando di essere stato truffato, intima all'uomo nero che conduce il gioco di mostrargli le carte. Lui e il suo complice colpiscono Edmond, lo trascinano in un vicolo e lo derubano. Deciso ad affrontare i pericoli della notte con un'arma di difesa, Edmond acquista un coltello.
Assorto davanti ad un cartellone, Edmond viene avvicinato da un altro uomo nero, che si dichiara in grado di procurargli un'altra ragazza. In un vicolo, quest'ultimo tira fuori un coltello e, puntandoglielo alla gola, gli intima di consegnargli il denaro. Edmond tira a sua volta fuori il coltello che ha acquistato e ferisce alla mano l'uomo, per poi colpirlo ripetutamente, lasciandolo a terra in una pozza di sangue. Fiero di aver saputo reagire a questa nuova minaccia, Edmond si reca ad un bar, dove incontra una affascinante cameriera e la investe con i suoi discorsi sullo spreco che le persone fanno della propria vita. Le chiede impetuosamente di accompagnarlo a casa di lei per un rapporto sessuale e lei accetta.
Travolto dalla nuova ispirazione che le nuove esperienze gli hanno donato, Edmond cerca di instaurare con la ragazza un dialogo fuori dagli schemi: le racconta della vittoriosa reazione sul rapinatore che aveva cercato di derubarlo e cerca di suscitare anche in lei il senso di rinascita che quelle ore gli hanno dato, la rinuncia alla menzogna di una vita, la speranza di cambiare tutto in quello stesso istante. Ma la ragazza è spaventata dalla sua risolutezza e cerca di mandarlo via. Esasperato dalle resistenze di lei, in un impeto di ira, Edmond l'accoltella. Dopo altri vani tentativi di instaurare con una donna sulla metropolitana quello che Edmond ritiene sia un modo naturale di confrontarsi, Edmond viene arrestato e accusato di omicidio.
Per lui non resta che la prigione, dove viene sodomizzato da un galeotto afroamericano, suo compagno di cella. Dopo parecchi anni, Edmond si scopre ancora in cerca di un senso da dare alla vita, ora nel recinto del carcere, delle conversazioni con il proprio compagno di cella, con cui ha ormai instaurato una intesa sessuale.